# Craterophorus permirus
Craterophorus permirus är en tvåvingeart som beskrevs av Lamb 1922. Craterophorus permirus ingår i släktet Craterophorus och familjen styltflugor.
Artens utbredningsområde är Seychellerna. Inga underarter finns listade i Catalogue of Life.